# Roger Lambrechts
Roger Lambrechts (Etterbeek, 25 augustus 1927 – Brussel, 13 augustus 2005) was een Belgisch hoogleraar kunstgeschiedenis, archeologie en etruscologie aan de Université catholique de Louvain (UCL) in Louvain-la-Neuve, België. Met Lambrechts werd de etruscologie een aparte wetenschapstak binnen de Belgische faculteiten Letteren.

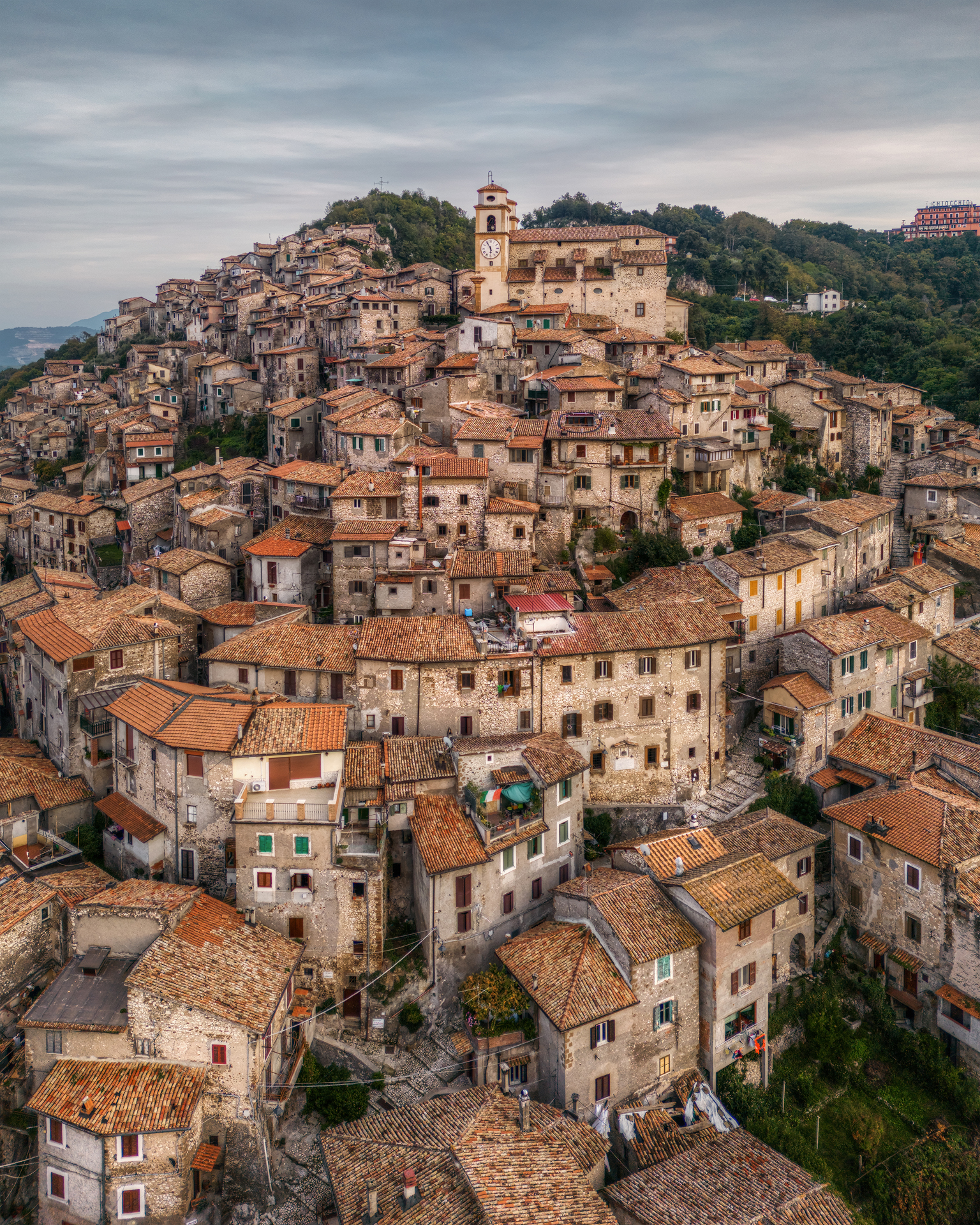
Artena in Lazio, Italië

## Levensloop
Van opleiding was Lambrechts classicus; hij behaalde het diploma aan de UCL, dat destijds gevestigd was in Leuven. Van 1950 tot 1960 was hij leraar Latijn in het voortgezet onderwijs in Brussel. Gelijktijdig werkte hij aan een promotieschrift in de etruscologie aan de UCL. Met dit onderzoek werkte hij voort op het scriptie-onderwerp van zijn licentie klassieke talen (1950); het ging om een beschrijving van de magistratuur bij de Etrusken. In 1959 promoveerde hij met dit onderwerp tot doctor in de letteren.
Vanaf 1959 tot 1965 was Lambrechts assistent aan de UCL bij professor Franz De Ruyt, een latinist. Hij was er verantwoordelijk voor diens praktijklessen Latijn. In deze periode publiceerde hij enkele schoolwerken over de grammatica van de Latijnse taal.
Vanaf 1965 was hij docent klassieke talen, kunstgeschiedenis en archeologie aan de UCL in Louvain-la-Neuve. Het docentschap gaf hem de mogelijkheid terug te keren naar de etruscologie. Er volgde in 1971 een promotie tot hoogleraar. Lambrechts bekleedde de leerstoel archeologie, kunstgeschiedenis en etruscologie. Een van zijn onderzoeksthema’s was de betekenis van het Etruskische woord ‘tular’. Het gaat om een woord dat ‘grens’ betekent maar ook gebruikt wordt om de aflijning van een tombe of tuin aan te duiden. Andere thema’s waren de god Pan bij de Etrusken, muurschilderingen, de origine van de Etruskische taal alsook gepolijste bronzen spiegels genoemd specula Etruscorum.
In 1978 verkreeg hij de toestemming van de archeologische surintendant van Lazio om archeologische opzoekingen uit te voeren in Artena. Zijn vriendschap met Massimo Pallottino, Italiaanse pionier in de etruscologie, speelde hierin mee. De site is een bewoning uit de 4e-3e eeuw voor Christus, nabij Palestrina, en op vijftig km van Rome gelegen. Palestrina zelf is gebouwd op een oudere stad Praeneste genaamd. Lambrechts sprak van Etrusken en Praenestijnen gezamenlijk. Artena was gelegen in de vallei van de rivier Sacco die in de Oudheid Trerus genoemd werd; deze vallei was een communicatieweg tussen Rome en Campanië in het zuiden. Lambrechts beschreef deze nederzetting als een punt op de rand van de invloedssferen van Latijnen, Volsken en Aequi. Lambrechts legde de contouren vast van deze stad: 30 ha met een ringmuur van 2,5 km, waardoor een stenen weg van 275 m liep die naar een soort fort leidde.
Met financiële hulp van The Etruscan Foundation uit de Verenigde Staten organiseerde Lambrechts een digitale databank van Etruskische data die te vinden waren bij de UCL.
In 2006 werden zijn assen uitgespreid in de archeologische site van Artena.

## Eerbewijzen
- Lambrechts was vereerd met de eretekens van grootofficier in de Orde van Leopold II, de Orde van Leopold I en de Kroonorde.
- Hij was lid van de Académie royale des sciences, des lettres et des beaux-arts de Belgique in Brussel. In 2004 richtte hij er een prijs op naar hem genoemd. De winnaar moet zich verdienstelijk gemaakt hebben in de klassieke filologie, geschiedenis, archeologie, of in een studie van Etrusken of Italische volkeren.
- Lambrechts werd een van de weinige buitenlandse leden van het Istituto Nazionale di Studi Etruschi ed Italici in Florence.
- De gemeente Artena kende hem het ereburgerschap toe.